# Susitna (Alaska)
Susitna ist ein census-designated place (CDP) im Matanuska-Susitna Borough in Alaska in den Vereinigten Staaten. Das U.S. Census Bureau hat bei der Volkszählung 2020 eine Einwohnerzahl von 11 ermittelt.

## Geographie
Susitna liegt am westlichen Ufer des Susitna River, am Fuße des Mount Susitna. Das Gebiet befindet sich westlich von Big Lake etwa 30 Flugmeilen von Anchorage entfernt.

## Geschichte
Das Gebiet des heutigen CDPs Susitna wurde erstmals von Ureinwohnern der Dena'ina (Tanaina)-Athabasken besiedelt. Heute stammt die Mehrheit der Einwohner von europäischen Einwanderern ab. Ein Postamt wurde 1906 eingerichtet und 1943 wieder geschlossen. Über 80 % der 100 Häuser in dem Gebiet werden heute nur noch saisonabhängig bewohnt. Einige Einwohner arbeiten als Fischer, andere befinden sich im Ruhestand.

## Demografie
Zum Zeitpunkt der Volkszählung im Jahre 2000 (U.S. Census 2000) hatte Susitna CDP 37 Einwohner auf einer Landfläche von 409,8 km². Das Durchschnittsalter betrug 44,5 Jahre (nationaler Durchschnitt der USA: 35,3 Jahre). Das Pro-Kopf-Einkommen (engl. per capita income) lag bei US-Dollar 17.355 (nationaler Durchschnitt der USA: US-Dollar 21.587). 16,1 % der Einwohner lagen mit ihrem Einkommen unter der Armutsgrenze (nationaler Durchschnitt der USA: 12,4 %). 32,4 % der Einwohner sind schottisch-irischer Abstammung, 24,3 % sind slowakischer- und 21,6 % deutscher Abstammung.

## Wirtschaft
Fischen und Rafting auf dem Susitna River sind in den Sommermonaten beliebte Freizeitbeschäftigungen. Eine Lodge bietet eine Unterkunftsmöglichkeit für Reisende. Das Gebiet ist nicht über eine reguläre Straßenverbindung erreichbar.